# Група на Световната банка
Групата на Световната банка (на английски: The World Bank Group, WBG) e семейство от пет международни организации, които предоставят заеми, основно на бедните страни. Банката се създава формално на 27 декември 1945 след международна ратификация на споразуменията от Бретън Уудс, които възникват след Монетарната и финансова конференция на ООН (1 – 22 юли 1944).
Нейните пет агенции са:
- Международна банка за възстановяване и развитие (International Bank for Reconstruction and Development, IBRD)
- Международна асоциация за развитие (International Development Association, IDA)
- Международна финансова корпорация (International Finance Corporation, IFC)
- Многостранна агенция за гарантиране на инвестициите (Multilateral Investment Guarantee Agency, MIGA)
- Международен център за регулиране на инвестиционните спорове – МЦРИС (International Centre for Settlement of Investment Disputes, ICSID)

Терминът Световната банка обикновено се отнася към МБВР и МАР, като се има предвид, че Групата на Световната банка се използва за обозначаване на институциите като цяло. Дейностите на Световната банка (т.е. на МБВР и на МАР) са фокусирани върху развиващите се страни, в области като човешкото развитие (образование, здравеопазване), селско стопанство и развитие на селските райони (напояване, селски услуги), защита на околната среда (намаляване на замърсяване, за създаването и прилагането на регламенти), инфраструктура (пътища, обновяване на градската среда, електричество) и управление (антикорупцията, правни институции за развитие). МБВР и МАР предоставят заеми при преференциални условия на страните членки, както и безвъзмездна помощ за най-бедните страни. Заеми или субсидии за конкретни проекти, често са свързани с по-широки промени в сектора на политиката или икономиката. Например заем за подобряване на крайбрежното управление на околната среда може да бъде свързан с развитието на нови екологични институции на национално и местно ниво и прилагането на нови разпоредби за ограничаване на замърсяването.
Дейностите на IFC и MIGA включват инвестиции в частния сектор и осигуряване съответните застраховки.
Институтът на Световната банка е клон за развитие на капацитета на Световната банка, предоставяне на обучение и други програми за изграждане на капацитет на страните членки. Венецуела и Еквадор са двете страни, които са се оттеглили от Световната банка.

## Членство
Всички от 193-те члена на ООН и Косово, които са членове на ЗБГ, участват минимум в МБВР, като повечето от тях са членки или участват в останалите 4 организации: IDA, IFC, MIGA, ICSID.
ЗБГ членове по брой на организациите, в които те участват, са следните:
1. Само в МБВР: Сан Марино
2. МБВР и една друга организация: Суринам, Тувалу, Бруней
3. МБВР и две други организации: Антигуа и Барбуда, Сао Томе и Принсипи, Намибия, Бутан, Мианмар, Катар, Маршалови острови, Кирибати
4. МБВР и три други организации: Канада, Мексико, Белиз, Ямайка, Доминиканската република, Венецуела, Бразилия, Боливия, Уругвай, Еквадор, Доминика, Сейнт Винсент и Гренадини, Кабо Верде, Гвинея-Бисау, Нигер, Екваториална Гвинея, Ангола
5. Всичките пет ЗБГ организации: останалата част от 127-ЗБГ членове

Нечленуващи са:
- островната нация – Науру,
- двете комунистически държави – Република Куба, Демократична народна република Корея
- две колонии на Нова Зеландия – Острови Кук, Ниуе
- четири европейски микро държави – Княжество Андора, Княжество Монако, Княжество Лихтенщайн, Ватикана
- и държави с ограничено признаване – Република Абхазия, Република Китай (Тайван), Турска република Северен Кипър, Палестина, Сахарската арабска демократична република, Република Сомалиленд, Република Южна Осетия

## Организационна структура
Заедно с четири дъщерни агенции, създадени между 1957 и 1988 г., МБВР е част от Групата на Световната банка. Седалището на Групата е във Вашингтон. Технически Световната банка е част от системата на Организацията на обединените нации, но структурата на нейното управление е различна, всяка държава в групата на Световната банка притежава собственост пропорционална на акционерското си участие в организацията. Членството дава определени права на глас, които са еднакви за всички страни, но има и допълнителни гласове, които зависят от финансовите вноски към организацията. Председателят на Световната банка е номиниран от президента на Съединените щати и избран от управителния съвет на банката. На 15 ноември 2009 г. Съединените щати получават 16,4% от всички гласове, Япония 7,9%, Германия 4,5% и по 4,3% за Обединеното кралство и Франция. Тъй като промените в закона на банката изискват 85% супермнозинство, САЩ може да блокира всяка основна промяна в управленската структура на банката.

### Институции
Групата на Световната банка се състои от:
- Международна банка за възстановяване и развитие (МБВР), съзададена през 1945 г., която осигурява дългово финансиране въз основа на държавни гаранции;
- Международната финансова корпорация (МФК), която предоставя различни форми на финансиране без държавни гаранции, предимно в частния сектор;
- Международната асоциация за развитие, създадена през 1960 г., осигуряваща привилегировано финансиране (безлихвени заеми или безвъзмездни средства), обикновено с държавни гаранции;
- Международен център за регулиране на инвестиционните спорове, създаден през 1966 г., работещ с правителствата за намаляване на инвестиционния риск;
- Многостранна агенция за гарантиране на инвестициите, създадена през 1988 г., предвиждаща застраховка срещу различни рискове, включително политически риск, като основен към частния сектор.

МБВР има 185 правителства членки, другите институции имат между 140 и 176 членове. Институциите на Световната банка се управляват от Борд на директорите, които се срещат веднъж годишно. Всяка страна членка назначава представител, като обикновено това е финансовият министър. През останалото време Групата на Световната банка се управлява от 24 изпълнителни директори, с делегирани определени правомощия от Борда. Всеки директор представлява една страна (за по-големите страни), или група страни.
Изпълнителните директори се назначават от съответните им правителства. Банката също така служи като една от няколкото Изпълнителни агенции на Глобалния фонд за околна среда на ООН.

### Председателство
Традиционно управителят на банката винаги е бил гражданин на САЩ, номиниран от президента на САЩ, най-големият акционер в банката. Кандидатът трябва да бъде одобрен от Борда на директорите, след което започва 5-годишния му мандат.

### Настоящ президент
На 16 април 2012 г., президентът Барак Обама обяви, че Джим Йонг Ким ще бъде следващият президент на групата на Световната банка. Ким встъпи в длъжност на 1 юли 2012.

### Група за независима оценка (ГНО)
Групата за независима оценка (по-рано известна като Отдел за оценка на опрециите (OED)) играе важна роля в регулацията на Световната банка. ГНО е самостоятелно звено на Световната банка, и се отчита директно към борда на изпълнителните директори на банката. Каролин Хайдер е нейният генерален директор.

### Достъп до информация
Политиката на Световната банка за достъп до информация внася безпрецедентна промяна в начина, по който банките правят информацията достъпна за обществеността. Благодарение именно на тази промяна хората могат да получат повече информация от всякога – информация за проекти в процес на подготовка, проекти, които се изпълняват, аналитични и консултантски дейности, както и информация за протеклите срещи на борда.
През последните години, политиката на Световната банка се развива постепенно. Подходът ѝ се свежда единствено до оповестяването на документи. Новата политика на Световната банка за достъп до информация, в сила от 1 юли 2010 г., слага начало на промяната в подхода, и съгласно нея, Световната банка ще разкрива цялата информация, с малки изключения. Тези промени позиционират институцията като пример за прозрачност и отчетност сред международните институции.

### Списък на президентите
- Юджийн Майер (юни 1946 – декември 1946)
- Джон Дж. МакКлой (март 1947 – юни 1949)
- Юджийн Р. Блек, старши (1949 – 1963)
- Джордж Д. Уудс (януари 1963 – март 1968)
- Робърт Макнамара (април 1968 – юни 1981)
- Алден Клаусен (юли 1981 – юни 1986)
- Барбър Конабъл (юли 1986 – август 1991)
- Люис Т. Престън (септември 1991 – май 1995)
- Джеймс Улфенсън (май 1995 – юни 2005)
- Пол Улфовиц (1 юни 2005 – юни 2007)
- Робърт Зелик (1 юли 2007 – 1 юли 2012)

#### Списък на главните икономисти
- Холис Б. Ченери (1972 – 1982)
- Ан Осбърн Крюгер (1982 – 1986)
- Стенли Фишер (1988 – 1990)
- Лорънс Съмърс (1991 – 1993)
- Майкъл Бруно (1993 – 1996)
- Джоузеф Е. Стиглиц (1997 – 2000)
- Никълъс Стърн (2000 – 2003)
- Франсоа Бургиньон (2003 – 2007)
- Джъстин Уифло Лин (юни 2008 – )

## Критики
Групата на Световната банка е критикувана отдавна от неправителствени организации, като групата за права на местни – Survival International, както и членове на академията, включително нейният бивш Главен икономист Джоузеф Стиглиц, който е еднакво критичен и към Международния валутен фонд, Министерство на финансите на САЩ, търговските преговарящи на САЩ и други развити страни. Критиците твърдят, че политиките на реформите на така наречения свободен пазар, които Банката поддържа са често във вреда за икономическото развитие, ако бъдат приложени неправилно или твърде бързо („шокова терапия“), в погрешна последователност или в слаби, конкурентоспособности икономики.
Една от най-силните критики към Световната банка е заради начина, по който тя е управлявана. Докато Банката представя 186 страни, то тя в действителност е ръководена от малка група нейни членове на икономически силни и с власт страни. Тези страни избират ръководството и старшия мениджмънт на Световната банка и по този начин техните интереси я доминират.
През 1990-те Световната банка и МВФ изковават Вашингтонския консенсус – политики, които включват дерегулация и либерализация на пазарите, приватизация и редуциране на отбрана и военни сили. Макар че Вашингтонския консенсус е постигнат като политика, която най-добре ще предложи развитие, той е критикуван за игнориране на труда и работните места, и как реформите като приватизация са проведени. Според мнозина Вашингтонския консенсус е наблегнал твърде много на растежа на БВП и недостатъчно на постоянството в растежа или дали този растеж е в крайна сметка по-добър за стандартите на живот.
Някои анализатори показват, че Световната банка увеличава бедността и е била във вреда за околната среда, здравните системи на държави и културното разнообразие. Някои критици твърдят, също така, че Световната банка непрестанно поддържа свой неолиберален дневен ред, налагайки политики на развиващите се страни, които са били вредни, деструктивни и насочени срещу развитието.

## Борба със СПИН
Световната банка е основен източник на финансиране на борбата срещу СПИН в бедните страни. Изразходвани са около 2 млрд. долара чрез дарения, заеми и кредити за програми за борба с ХИВ/СПИН. Неговите критици обаче твърдят, че тези средства са недостатъчни.